# Euphyia multilineata
Euphyia multilineata är en fjärilsart som beskrevs av Alpheus Spring Packard 1871. Euphyia multilineata ingår i släktet Euphyia och familjen mätare. Inga underarter finns listade i Catalogue of Life.